# Centralia (Iowa)
Pour les articles homonymes, voir Centralia.
Centralia est une ville du comté de Dubuque, en Iowa, aux États-Unis. Elle est incorporée le 3 juin 1933.

## Source de la traduction
- (en) Cet article est partiellement ou en totalité issu de l’article de Wikipédia en anglais intitulé « Centralia, Iowa » (voir la liste des auteurs).